# Enrico Roma
Enrico Roma (Roma, 1888 – Roma, novembre 1941) è stato un attore, regista e critico cinematografico italiano.

## Biografia
Recitò con Vittoria Lepanto nel film del 1918, Il piacere, nei panni di Andrea Sperelli, per la regia di Amleto Palermi.
Svolse anche l'attività di cronista e critico cinematografico per il periodico Cinema Illustrazione.

## Filmografia parziale

### Attore
- Lucciola, regia di Augusto Genina (1917)
- Emir cavallo da circo, regia di Ivo Illuminati (1917)
- Adriana Lecouvreur, regia di Ugo Falena (1918)
- Il piacere, regia di Amleto Palermi (1918)
- I due zoccoletti, anche regista (1919)
- Il romanzo di una vespa, regia di Mario Caserini (1919)

### Regista
- I due zoccoletti (1919)
- Per aver visto (1919)
- Al di là della vita (1920)
- Il carro sulla montagna (1920)
- La fanciulla d'una volta (1920)
- Follie (1920)
- Raffiche (1920)
- Il rivale (1920)
- Il segreto (1920)
- Sovranetta (1923)